# Літературно-мистецька премія імені Олени Пчілки
Літературно-мистецька премія імені Олени Пчілки заснована 1991 року з ініціативи видавництва «Веселка».
2012 року до складу співзасновників долучилися Гадяцька міська рада, Гадяцька районна рада, Гадяцька районна державна адміністрація.
Премію присуджують щороку за визначний оригінальний твір сучасного автора, впорядкування антологічного чи енциклопедичного видання для дітей, оригінальне навчальне видання, редакторську роботу, здобутки в багаторічному процесі перекладу творів світової класики для дітей
українською мовою, творчість в ілюструванні національної літератури для дітей, просвітницьку діяльність серед дітей та підлітків.
Роботу журі премії організовує видавництво «Веселка» за участі співзасновників. Премія виручається в місті Гадячі Полтавської області до дня народження Олени Пчілки 29 червня.

## Лауреати

### 1992
- Олена Таланчук за підготовку найповнішого видання вибраних творів Олени Пчілки для дітей «Годі, діточки, вам спать!»
- Оксана Сенатович за книжку вибраних поезій для дітей «Вчиться вересень читати»

### 1993
- Олександр Федорук за художньо-документальну повість «Кирило Устиянович»
- Валерій Шевчук
- Леонід Шурко
- Анатолій Нікула за упорядкування, підготовку текстів, коментарі, примітки, загальну редакцію книги «Біблія для дітей»

### 1994
- Антоніна Листопад за книжку поезій для дітей «Біла молитва братика»
- Олесь Шевченко
- Ераст Біняшевський за упорядкування, примітки та художнє оформлення книжки «Україно, нене моя (Сповідь: поезії, писанки…)»

### 1995
- Микола Литвин за повість-есе «Струни золотії»
- Віталій Конопелець за упорядкування книжки «Заспіваймо собі»

### 1996
- Ольга Гаєцька за книжку оповідань, казок і віршів «Допоможіть ангелику»
- Микола Ілляш
- Євген Сверстюк за книжку «Отче наш»

### 1997
- Надія Кир'ян за упорядкування книжки для дошкільнят «Українська абетка»
- Михайло Слабошпицький за книжку оповідань «Норвезький кіт у намисті»

### 1998
- Ніна Куфко за книжку п'єс-казок «Заяча крамничка»

### 1999
- Анатолій Давидов за книжку повістей «Цілющий камінь»
- Ірина Бойко, Олена Лисенко та Ольга Яремійчук за багаторічну редакційно-організаційну, наукову й літературну роботу, підготовку книжок серії «Шкільна бібліотека»

### 2000
- Людмила Іванникова за книжку «Ой на Івана, та й на Купала»

### 2001
- Ярема Гоян за книжку есе «Воскреснемо!»
- Дмитро Білоус за книжку віршів «За Україну молюся»

### 2002
- Людмила Паращенко за книжку «Жити і вчитися в Україні»
- Неллі Шейко-Медведєва за книжку п'єс-казок «Зачаклована карета»

### 2003
- Богдан Чайковський за переклад книжки білоруського письменника В. Бикова «Хресна дорога»
- Олексій Міщенко за проілюстровану книжку «На тихі води, на ясні зорі»
- Вікторія Ковальчук за ілюстрування видання «Благослови, мати!» та книжки І. Світличного «Побрехеньки для Яремки»

### 2004
- Михайло Гоян, Марія Гоян за багатолітнє подвижництво та благодійництво для дітей України, значний внесок в українське книговидання і вірність «Веселці»
- Микола Пшінка за багаторічну подвижницьку працю в українській книжковій графіці, вагомий внесок у розвиток видавничої справи в Україні, вірність дітям і «Веселці»[5]

### 2005
- Володимир Василюк за професійність у сфері журналістики, значний внесок у розвиток творчих здібностей і талантів дітей України
- Іван Яцканин за активну культурно-просвітницьку діяльність, підтримку української культури в Словаччині, розвиток творчих контактів з Україною
- Василь Марусик за подвижницьку працю в царині української культури та пропаганду дитячої книжки

### 2006
- Дмитро Андрухів
- Галина Рогач
- Валентин Ціпко — за вагомий внесок у книговидання для дітей.

### 2007
- Ніла Підпала за упорядкування книжок В. Підпалого «Кожна бджілка — немов лічилка», «Сковородинські думи», «Любов'ю землю обігріти»
- Наталія Хайнацька за популяризацію видань «Веселки», виховання у дітей любові до рідної мови, історії та культури
- Валентин Богаєвський за багаторічну працю на ниві дитячого книговидання

### 2008
- Петро Кононенко за книжку «Голоси в пустелі»
- Анатолій Мокренко за книжки «У серці — рідна Україна» та «Знайти себе»

### 2013
- Наталя Баклай за збірку поезій «Серцевина»
- Віктор Терен за збірку повістей та оповідань «Хлопчик з планети „Ч“ та Вогняні Пси»[6]

### 2014
- Сергій Гальченко за наукові проєкти «Тарас Шевченко. Альбом малюнків 1845 року», «Тарас Шевченко. Альбом малюнків 1841—1843 pp.», «Тарас Шевченко. Прижиттєві видання творів 1841—1861», «Тарас Шевченко. Більша книжка», «Тарас Шевченко. Три літа», а також за активну участь у культурному житті України
- Григорій Кісель за альбом «Українська вишивка. Портрети Тараса Шевченка»
- Микола Степаненко за книжки «Думки вголос і про себе», «Літературно-мистецька Полтавщина», «Олесеві Гончару — 95», «Літературні, літературно-мистецькі премії в Україні», «Листи Юрія Тевельова до Олекси Ізарського»[2]

### 2015
- Дмитро Чередниченко за український буквар для першокласників «Соколик»
- Михайло Чорнопиский за упорядкування збірки поетичних творів, статей, автобіографічних нотаток та спогадів Володимира Самійленка «Слова і думки»[7]

### 2017
- Топачевський Андрій Олександрович за науково-пізнавальну книгу «З Божого саду. Рослини і тварини у Святому письмі», 2-ге доповнене видання 2016 р., м. Київ.[8]